# 2465 Wilson
2465 Wilson је астероид главног астероидног појаса са пречником од приближно 19,91 .
Афел астероида је на удаљености од 2,962 астрономских јединица (АЈ) од Сунца, а перихел на 2,540 АЈ.
Ексцентрицитет орбите износи 0,076, инклинација (нагиб) орбите у односу на раван еклиптике 3,861 степени, а орбитални период износи 1667,046 дана (4,564 године).
Апсолутна магнитуда астероида је 12,00 а геометријски албедо 0,070.
Астероид је откривен 2. августа 1949. године.